# Margareta Hasbjörnsdotter
Margareta Hasbjörnsdotter eller Asbjörnsdatter, var Danmarks drottning 1076–1080, gift med kung Harald Hein. 
Margareta var dotter till jarl Hasbjörn (eller Asbjörn), som var farbror eller morbror till Harald; Margareta och Harald var därmed kusiner. Inga barn är kända efter paret. Margareta födelse- och dödsår är okända.   